# Huracán Lee (2023)
El huracán Lee fue un huracán de Cabo Verde extremadamente poderoso y de larga duración que afectó a las Bermudas, el noreste de los Estados Unidos y el Atlántico de Canadá más adelante en su vida. Lee, la decimotercera tormenta con nombre, el cuarto huracán y el tercer gran huracán de la temporada de huracanes del Atlántico de 2023, se formó el 5 de septiembre a partir de una depresión tropical que se desarrolló a partir de una onda tropical que se había desplazado desde la costa de África occidental hacia el Atlántico tropical unos días antes. Una fuerte corriente de dirección hizo que la tormenta se desplazara hacia el noroeste, lejos de las Islas de Sotavento del Norte.. Condiciones muy favorables permitieron a Lee intensificarse rápidamente hasta convertirse en un huracán de categoría 5 el 7 de septiembre. Con la misma rapidez, la fuerza de Lee disminuyó y su intensidad fluctuó durante varios días debido a la fuerte cizalladura del viento y los múltiples ciclos de reemplazo de la pared del ojo. El 13 de septiembre, el sistema rodeó el lado suroeste de una gran cresta de alta presión sobre el Atlántico central, giró y aceleró hacia el norte. Lee pronto entró en un entorno de cizalladura del viento cada vez mayor y sobre agua cada vez más fría, lo que provocó que el sistema se debilitara lentamente a medida que se acercaba a las Bermudas y Nueva Inglaterra., y sufrir la transición a un ciclón extratropical. El ciclón se encuentra actualmente sobre Terranova y se disipó el 16 de septiembre en unas montañas de Oslo, Noruega.

## Historia Meteorológica

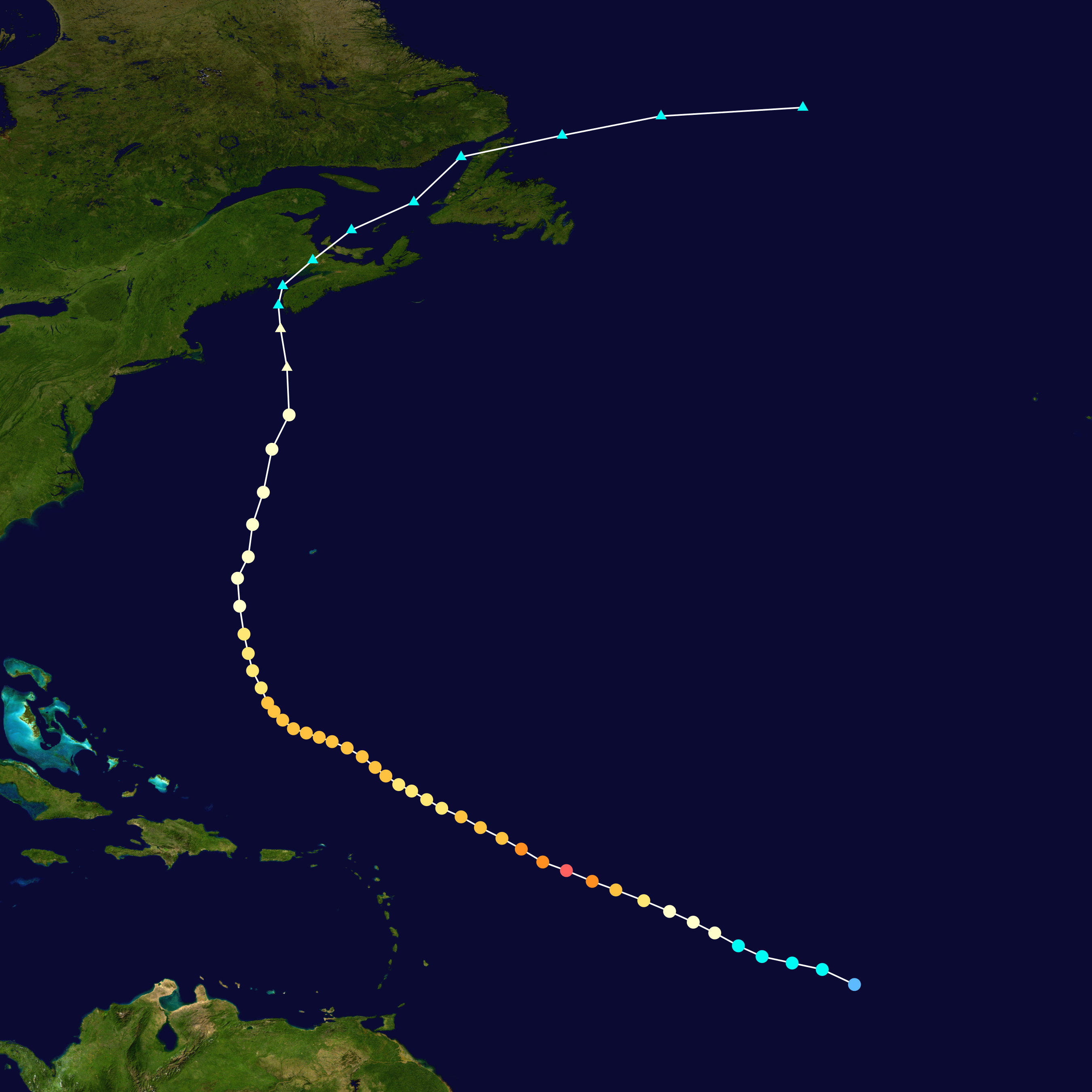
Mapa que traza la trayectoria y la intensidad de la tormenta, según la escala Saffir-Simpson.

El 5 de septiembre, el sistema se volvió más organizado, con múltiples bandas de nivel bajo desarrollándose y la formación de un centro bien definido y como resultado se convirtió en la Depresión tropical Trece a las 15:00 UTC de ese día. En medio de condiciones favorables para la intensificación, la depresión rápidamente se fortaleció hasta convertirse en la Tormenta tropical Lee seis horas después, mientras estaba ubicado a unos 2115 km (1315 millas) al este del arco de las Antillas Menores. Lee continuó intensificándose a medida que se organizaba mejor, con bandas convectivas aumentando y un ojo comenzando a formarse en la tarde siguiente. A las 21:00 UTC del 6 de septiembre, el sistema se fortaleció hasta convertirse en un huracán de categoría 1 mientras se encontraba muy al este del norte de las Islas de Sotavento. Luego, durante un período de 18 horas que comenzó a las 09:00 UTC del 7 de septiembre y hasta las 03:00 UTC del 8 de septiembre, Lee experimentó una intensificación explosiva y pasó de ser un huracán categoría 1 con vientos de 130 km/h (80 mph) a un huracán categoría 5 con vientos de 260 km/h (160 mph). Unas horas después, a las 09:00 UTC de ese día, alcanzó su máxima intensidad con vientos máximos sostenidos de 270 km/h (165 mph) y una presión mínima de 926 mbar.
Sin embargo, varias horas más tarde, un aumento de la cizalladura del viento del suroeste provocó que el ojo de Lee se llenara de nubes y la tormenta se volvió más asimétrica, lo que provocó que se debilitara hasta degradarse a un huracán de categoría 4 de alto nivel. El ritmo de debilitamiento se aceleró a medida que avanzaba el día y, a primera hora del 9 de septiembre, Lee se había degradado a un huracán de categoría 3 de nivel bajo. Más tarde ese día, los datos de una misión nocturna de cazadores de huracanes en la tormenta revelaron que Lee estaba experimentando un ciclo de reemplazo de la pared del ojo y todavía se veía afectado negativamente por una modesta cizalladura vertical del viento. Los vientos observados en los niveles máximos de vuelo fueron menores que en una misión anterior y como resultado de estos hallazgos, el huracán fue degradado a categoría 2 en la madrugada del 10 de septiembre. Posteriormente, cuando el ciclo de reemplazo de la pared del ojo estaba concluyendo, la cizalladura del viento disminuyó, lo que permitió que el nuevo ojo, de mayor diámetro, se contrajera y se volviera más simétrico. Como resultado, Lee se intensificó hasta alcanzar la categoría 3 una vez más ese mismo día. El ciclón experimentó dos ciclos más de reemplazo de la pared del ojo en el transcurso del día y medio siguiente, y aunque causaron algunas fluctuaciones en su tamaño e intensidad, Lee siguió siendo un huracán importante en todo momento. Después de seguir de oeste-noroeste a noroeste durante gran parte de su viaje transatlántico, Lee giró hacia el norte el 13 de septiembre, moviéndose alrededor del lado occidental de la cresta subtropical de dirección y se debilitó hasta alcanzar la categoría 2. Luego, en la mañana del 14 de septiembre, Lee se degradó a un huracán de categoría 1 mientras se acercaba a las Bermudas, pasando hacia el oeste a unos 300 km (185 millas) más tarde ese día. A medida que avanzaba hacia el norte, el continuo arrastre de aire más seco y la cada vez más fuerte cizalladura del viento del sur desplazaron la convección del huracán hacia el lado norte del sistema, debilitándolo aún más. Estos factores provocaron que Lee comenzara su transición extratropical, que se completó a las 09:00 UTC del 16 de septiembre mientras se encontraba a unos 365 km (230 millas) al sur-suroeste de Halifax, Nueva Escocia.
El oleaje generado por Lee provocó peligrosas corrientes de resaca a lo largo de toda la costa atlántica de los Estados Unidos. Fuertes vientos con ráfagas huracanadas provocaron grandes cortes de energía en el estado norteamericano de Maine y en las provincias canadienses de Nuevo Brunswick y Nueva Escocia. Se confirmaron dos muertes relacionadas con la tormenta: un niño de 15 años se ahogó en Fernandina Beach, Florida; y un hombre de 50 años murió en Searsport, Maine, cuando un árbol cayó sobre el automóvil en el que se encontraba.